# Christiane Scholz
Christiane Scholz (verheiratete Strobach; * 5. Mai 1957 in Bismark (Altmark)) ist eine deutsche Ärztin und Politikerin (PDS). Sie gehörte der letzten Volkskammer der DDR an.

## Leben und Beruf
Scholz besuchte die Polytechnische und die Erweiterte Oberschule in Beetzendorf, 1975 legte sie das Abitur ab. An der Martin-Luther-Universität Halle-Wittenberg studierte sie Humanmedizin, 1986 wurde sie dort zur Dr. med. promoviert, ein Jahr später schloss sie die Weiterbildung als Fachärztin für Innere Medizin ab. Sie ließ sich daraufhin in Teutschenthal nieder und war zunächst als Fachärztin im dortigen Krankenhaus tätig, seit Juli 1992 unterhält sie eine eigene Praxis als Fachärztin für Innere Medizin in Teutschenthal.
Scholz-Strobach ist verheiratet und Mutter zweier Kinder.

## Politik
Scholz war Mitglied der PDS. Für die Volkskammerwahl 1990 wurde sie auf Platz 6 der PDS-Liste im Wahlkreis Halle aufgestellt. Sie zog in die Volkskammer ein und gehörte dieser bis zu deren Auflösung zum 2. Oktober 1990 an.